# Демідови (фільм)
Демідови (рос. Демидовы) — совєцький історичний фільм 1983 року.

## Сюжет
Історична сага про династію перших промисловців в Росії. В основі сюжету першої серії лежить історія взаємин Демідових з Петром I. Сама перша серія починається з моменту зустрічі тульського зброяра з Петром I, після якої сам Демидов-старший береться за виробництво фузей. Згодом це вдається, і сам Демідов навіть отримує в подарунок від царя відремонтований їм же особистий пістолет Петра — подарунок західного майстра. Одночасно Акинфій Демідов крутить любов з селянкою Марією, але батько насильно одружує його і відправляє на Урал управляти Невьянским заводом. Багато проблем виникає у Демідова-молодшого, особливо, виникає протистояння з місцевим воєводою. Останній захоплює в полон і катує селянина Пантелея, який відкриває поклади цінних руд. Пантелей вмирає, але забирає в могилу свою таємницю, хоча згодом Пантелеєва жила була заново відкрита. Одночасно дружина Акинфія Євдокія труїть Марію, хоча остання дивом виживає і потім відправляється на Урал разом з іншими приписними селянами. У короткий термін за вказівкою Петра Акинфій Демідов налагодив виробництво чавуну, гармат, що дозволило Росії здобути ряд історичних перемог. Перша серія завершується моментом приїзду в Петербург Демідова-старшого і його синів напередодні смерті Петра Великого.
Дія другої серії розвивається в період царювання Анни Іоанівни, коли Акинфій Демидов став повновладним господарем на Уралі і зумів протиставити себе жорстокому і хитрому правителю Бірону.

## У ролях
- Євген Євстигнєєв —   Микита Антуф'єв Демідов
- Вадим Спиридонов —   Акинфій Демідов
- Олександр Лазарев —  Петро I
- Леонід Куравльов —   Меншиков
- Михайло Козаков —   Бірон
- Тетяна Ташкова —  Марія
- Любов Полехіна —  Євдокія Коробкова-Демідова
- Людмила Чурсіна —  Катерина I
- Лідія Федосеєва-Шукшина —  Анна Іванівна
- Валерій Золотухін —  Пантелей
- Микола Скоробогатов —  Гуділін
- Юрій Назаров —  Стренберг
- Михайло Зимін —  Вяземський
- Василь Корзун —   Татищев
- Володимир Балашов —   де Геннін
- Юрій Саранцев —  воєвода
- Олег Відов —  Нефьодов
- Всеволод Ларіонов —   Ушаков
- Олександр Єрмаков —  Григорій Демідов
- Микола Мерзлікін —  Платон
- Лев Борисов —  Крот
- Віктор Григор'єв —  Лиходєєв, прикажчик Демидових
- Михайло Бочаров —  Кулеб'яка
- Ігор Боголюбов —  Яків
- Анатолій Азо —  солдат
- Микола Бадьєв —  дідусь
- Михайло Васильєв —  Коробков, купець, батько Євдокії
- Надія Горшкова —  Глаша, дочка Гуділіна
- Ігор Єфімов —  купець
- Валерій Козинець —  майстер
- Віра Титова —  дружина Микити Демідова
- Любов Тищенко —  дружина Гуділіна
- Віталій Чотков —  син Меньшикова

## Знімальна група
- Режисер-постановник — Ярополк Лапшин
- Автори сценарію — Володимир Акімов, Едуард Володарський
- Оператор-постановник — Анатолій Лєсніков
- Художник-постановник — Юрій Істратов
- Композитор — Юрій Левітін
- Текст пісень — Віктор Боков
- Звукорежисер — Маргарита Томілова